# Eugowra
Eugowra est un village australien situé dans les zones d'administration locale de Cabonne et Forbes en Nouvelle-Galles du Sud.

## Géographie
Eugowra est situé dans la région du Centre-Ouest en Nouvelle-Galles du Sud, à 340 km à l'ouest de Sydney et à 80 km à l'ouest d'Orange.

## Histoire
Le peuple Wiradjuri habitait la région avant l'arrivée des Européens.
La région est explorée par George Evans en 1815 et John Oxley en 1817. Les premiers colons s'y installent à partir de 1834 quand est établie la station d'Eugowra, dont le nom aborigène signifie : « L'endroit où le sable descend la colline ».
À partir des années 1860, le village prend le nom de cette propriété et se développe autour d'elle, près d'un pont sur le Mandagery Creek sur la route des champs aurifères de la Lachlan. En 1866, on dénombrait 24 habitants.

## Démographie
La population s'élevait à 914 habitants en 2011 et à 779 habitants en 2016.

## Économie
Eugowra compte un certain nombre d'exploitations de vaches laitières, de parcs d'engraissement, de producteurs d'œufs et d'élevages de cailles reconnus à l'échelle nationale.
Elle est connue pour ses carrières de granit, dont plus de deux mille dalles ont été utilisées pour le bâtiment du Parlement à Canberra.
La localité est également un centre touristique avec ses sites naturels.

## Sites et monuments
Escort Rock est une formation géologique remarquable, inscrite au registre du patrimoine de Nouvelle-Galles du Sud.